# Darrell Posey
Darrell Addison Posey (Henderson, 14 de marzo de 1947 – Oxford, 6 de marzo de 2001) fue un antropólogo y biólogo estadounidense que estudió los conocimientos tradicionales de los pueblos indígenas y comunidades populares en Brasil y otros países. Se especializó en el estudio de la gestión indígena de los ecosistemas. Se considera su enfoque como etnobiológico y combinó la investigación con el activismo y el respeto por otras culturas, especialmente en lo que se refiere al reconocimiento de los derechos colectivos de propiedad intelectual indígenas. Renunció a una mayor posición académico para luchar por los derechos de los pueblos originarios.

## Estudios
Su profesor de biología de secundaria, Ned Barra, lo interesó en el estudio de los insectos. En 1970, se graduó en Entomología, en la Universidad Estatal de Luisiana, donde obtuvo en 1974 una maestría en Antropología, con la tesis "El asentamiento La Quinta Sala: un grupo marginal triracial". Obtuvo el Ph.D. en Antropología, en 1979, en la Universidad de Georgia, con la tesis "Etnoentomología de los Gorotire Kayapó de Brasil Central".

## Kayapó
Posey llegó a Brasil por primera vez en 1977 para iniciar el trabajo de campo para su tesis doctoral ente los kayapó, y se relacionó con investigadores del Museu Paraense Emílio Goeldi, en Belém, y del Instituto Nacional de Pesquisas da Amazônia, en Manaus.
Después de conseguir su Ph.D. regresó a Brasil en 1982, como profesor en el Departamento de Biología de la Universidad Federal de Maranhão en São Luís. Realizó un proyecto interdisciplinario de investigación etnobiológica, denominado Proyecto Kayapó, que finalmente involucró a más de 30 especialistas en campos como agronomía, botánica, entomología, genética vegetal, astronomía, ciencias del suelo, geografía humana, antropología y lingüística. Para documentar el extenso conocimiento biológico tradicional de los indios Kayapó, Posey y sus colaboradores pasaron meses en el campo con especialistas kayapó, como los jefes Uté, Toto-i, Kanhunk y Paiakan. Los pajés Beptopup y Kwyre-ka también participaron. Muchas conferencias con participantes de proyectos científicos e indígenas sirvieron para difundir los resultados del proyecto, especialmente en los cónclaves científicos brasileños.
El Proyecto Kayapó continuó cuando Posey se trasladó en 1986 al Museo Goeldi en Belém, Brasil.

## Vida académica
Fue investigador titular del Consejo Nacional de Ciencia y Tecnología de Brasil en el Museo Goeldi de Belém; en 1989 fundó el Instituto de Etnobiología de la Amazonia (INEA); director del Programa de Derechos de Recursos Tradicionales del Centro para el Medio Ambiente, la Ética y la Sociedad de Oxford y miembro del Linacre College de la Universidad de Oxford; Presidente Fundador de la Sociedad Internacional de Etnobiología y; Presidente de la Coalición Global para la Diversidad Bio-Cultural, bajo cuyos auspicios fundó el Grupo de Trabajo sobre Derechos de los Recursos Tradicionales que coordinó.

## Etnobiología
Aunque el término "etnobiología" había sido usado en el pasado con un sentido diferente, Posey lo adoptó para estudiar del conocimiento indígena y popular sobre plantas, animales y ecosistemas. Propuso también el estudio de la "etnoeconomía". Para designar otras áreas del conocimiento indígena y popular, el término "etnociencia" puede usarse de manera análoga.
En el pasado, la antropología estuvo marcada por el determinismo biológico y el determinismo geográfico, según los cuales la sociedad humana y la cultura son tratados como meras consecuencias de la biología, geografía y el clima. Posey refutó ese punto de vista y se atrevió a ver a las sociedades indígenas y populares como herederas de un vasto corpus de conocimientos útiles para el aprovechamiento sostenible y la gestión de los recursos naturales. Como puede verse en su reseña del libro de Jared Diamond, Armas, gérmenes y acero, en 1999, Posey thabía descartado los determinismos. Después de todo, ¿dónde se pueden encontrar grupos humanos sin cultura?

## Activismo
Posey fue un científico comprometido con el pueblo kayapó y sus luchas por el territorio. se opuso tanto a aquellos que explotaban los recursos naturales pertenecientes a los pueblos indígenas, como también a científicos y académicos que eran insensibles en su desprecio por los derechos colectivos de propiedad intelectual indígena. Para Posey, el conocimiento indígena es clave para el uso sostenible de los recursos naturales bióticos.
En 1987, su defensa de los derechos indígenas provocó un conflicto con el gobierno brasileño, cuando Paiakan y Kube-l, dos jóvenes líderes Kayapó a los que acompañó Washington D. C., se quejaron ante los funcionarios del Banco Mundial por los daños que causaría una represa hidroeléctrica planeada en el río Xingu, que inundaría tierras indígenas. La amenaza de enjuiciamiento penal, por parte del gobierno federal contra Posey y los jefes kayapó, por interferir en los asuntos exteriores de Brasil, causó un clamor público tanto en Brasil como internacionalmente.
En 1988 participó en la organización el Primer Congreso Internacional de Etnobiología, en Belém, durante el cual se aprobó la Declaración de Belém. En febrero de 1989, Darrell Posey ayudó a organizar el "Primer Encuentro de los Pueblos Indígenas del Xingu", la primera reunión conjunta de tribus amazónicas para protestar por la destrucción del bosque, en Altamira, Pará. Este evento se centró en las presas hidroeléctricas del río Xingu y provocó la suspensión de estos proyectos ecológicamente desastrosos y su reformulación. En 2008, sin embargo, estos proyectos descartados una vez más fueron propuestos y realizados por el gobierno brasileño, con características ligeramente diferentes.
En 1992, fue el principal organizador del "Parlamento de la Tierra", un evento con el objetivo de valorar el conocimiento y los derechos indígenas, paralelo en la Conferencia de Río de Janeiro de las Naciones Unidas sobre Medio Ambiente. El "Parlamento de la Tierra" fue una asamblea de 15 días de grupos indígenas y minoritarios.
Consideró que al igual que tienen derechos colectivos a la tierra, los pueblos originarios y otras sociedades tradicionales tienen derechos de propiedad intelectual colectivos, sobre su conocimiento. Posey defendió la causa de los derechos de propiedad intelectual indígena y popular durante la última década de su vida. Después de haberlo desconocido, ahora la sociedad occidental se ha apropiado del conocimiento indígena y tradicional sin recompensa ni reconocimiento. Posey se preguntó si la investigación científica, incluso del tipo más desinteresado, podría no llevar a la violación de los derechos de propiedad intelectual indígena o a la biopiratería.

## Libros
- Posey, D. A. (1974). The Fifth Ward Settlement: a tri-racial marginal group. Unpublished M.A. thesis, Louisiana State University, Baton Rouge, Louisiana.
- Posey, D. A. (1979). Ethnoentomology of the Gorotire Kayapó of central Brazil. Unpublished Ph.D. thesis, University of Georgia, Athens, Georgia.
- Posey, D. A., et al. (1987). Alternativas à destruicão: ciência dos Mebengokre [Kayapó] . Belém, Brazil: Museu Paraense Emílio Goeldi. [Museum exhibit catalog]
- Posey, D. A., & Balée, W. L. (Eds.). (1989). Resource Management in Amazonia: Indigenous and Folk Strategies. (Advances in Economic Botany, 7). New York: New York Botanical Garden Press. ISBN 978-0-89327-340-8 ; ISBN 0-89327-340-6
- Posey, D. A., & Overal, W. L. (Eds.). (1990). Ethnobiology: Implications and Applications. Proceedings of the First International Congress of Ethnobiology, 1988. Belém, Brazil: Museu Paraense Emílio Goeldi. ISBN 85-7098-020-5 ; ISBN 978-85-7098-020-5
- Posey, D. A. (1995). Indigenous peoples and traditional resource rights: a basis for equitable relationships? . Oxford: Green College Centre for Environmental Policy and Understanding.
- Posey, D. A., Argumedo, A., da Costa e Silva, E., Dutfield, G., & Plenderleith, K. (1995). Indigenous peoples, traditional technologies and equitable sharing: international instruments for the protection of community intellectual property and traditional resource rights . Gland, Switzerland: International Union for the Conservation of Nature.
- Posey, D. A. (1996). Equitable Sharing of Benefits: International Instruments for the Protection of Community Intellectual Property and Traditional Resource Rights . The Hague: International Union for the Conservation of Nature/UNA, International Books.
- Posey, D. A. (1996). Provisions and mechanisms of the Convention on Biological Diversity for Access to Traditional Technologies and Benefit Sharing for Indigenous and Local Communities Embodying Traditional Lifestyles. (OCEES Research Paper, 6) . Oxford: Oxford Centre for the Environment, Ethics & Society. ISBN 1-900316-05-6
- Martin, G. A., Hoare, A. L., & Posey, D. A. (Eds.). (1996 ). Sources for Applying Ethnobotany to Conservation and Community Development: People and Plants Handbook. Paris: UNESCO, WWF & Kew Botanical Gardens.
- Pei Shengji, Su Yong-ge, Long Chun-lin, Marr, K., & Posey, D. A. (Eds.). (1996). The Challenges of Ethnobiology in the 21st Century: Proceedings of the Second International Congress of Ethnobiology. Kunming, China: Yunnan Science and Technology Press.
- Posey, D. A., Dutfield, G., Plenderleith, K., da Costa e Silva, E., & Argumedo, A. (1996). Traditional Resource Rights: International Instruments for Protection and Compensation for Indigenous Peoples and Local Communities . Gland: International Union for the Conservation of Nature. ISBN 2-8317-0355-7
- Posey, D. A., & Dutfield, G. (1996). Beyond Intellectual Property: Toward Traditional Resource Rights for Indigenous Peoples and Local Communities . Ottawa: International Development Research Centre. ISBN 0-88936-799-X ; ISBN 978-0-88936-799-9
- Posey, D. A., & Dutfield, G. (1997). Indigenous peoples and sustainability: cases and actions . Utrecht: International Union for the Conservation of Nature and International Books.
- Posey, D. A. (Ed.). (1999). Cultural and Spiritual Values of Biodiversity. London: United Nations Environmental Programme & Intermediate Technology Publications. ISBN 1-85339-397-5 ; ISBN 1-85339-394-0
- Posey, D. A. (2002). Kayapo Ethnoecology and Culture . Kristina Plenderleith (Ed.) New York: Routledge. ISBN 978-0-415-27791-4
- Posey, D. A., & Vertovec, S. A. (Eds.). (2003). Globalization, Globalism, Environments, and Environmentalism: Consciousness of Connections (The Linacre Lectures). Oxford & New York: Oxford University Press. ISBN 978-0-19-926452-0 ; ISBN 0-19-926452-X
- Posey, D. A. (2004). Indigenous Knowledge and Ethics: A Darrell Posey Reader . New York: Routledge. ISBN 978-0-415-32363-5 ; ISBN 0-415-32363-0
- Posey, D. A., & Balick, M. J. (Eds.). (2006). Human Impacts on Amazonia: The Role of Traditional Ecological Knowledge in Conservation and Development. New York: Columbia University Press. ISBN 978-0-231-10588-0